# Кроке (Савона)
Кроке је насеље у Италији у округу Савона, региону Лигурија.
Према процени из 2011. у насељу је живело 29 становника. Насеље се налази на надморској висини од 229 м.